# 外眼筋

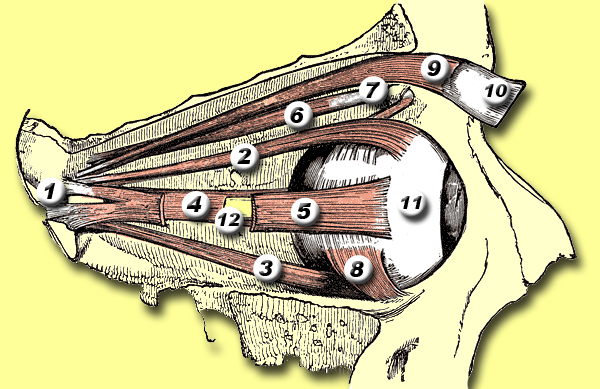
右側から見た眼球:
1 = 総腱輪
2 = 上直筋腱
3 = 下直筋
4 = 内側直筋
5 = 外(側)直筋
6 = 上斜筋
7 = 上斜筋滑車
8 = 下斜筋
9 = 上眼瞼挙筋
10 = 瞼
11 = 眼球
12 = 視神経

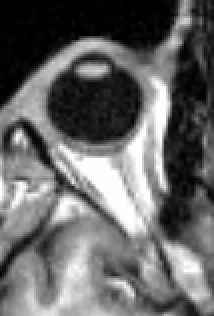
外眼筋および内眼筋のMRI走査画像

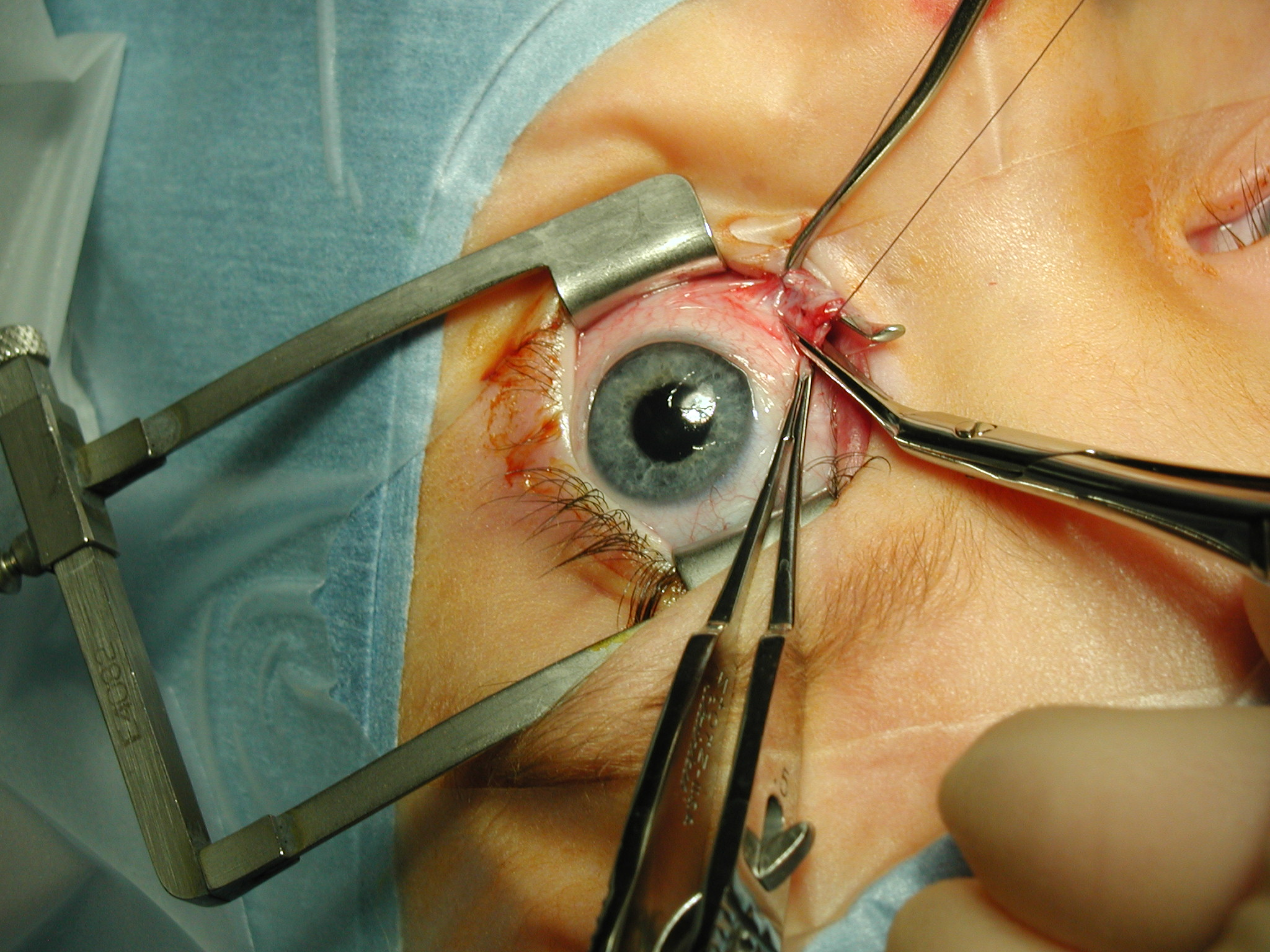
鉗子によって引き出した人間の内側直筋(鉗子先端部位)

外眼筋（がいがんきん、extraocular muscles）とは、眼球の向きを変える筋肉の総称である。別名、眼球移動筋。外眼筋に含まれる6つの筋肉と、それぞれが収縮したときに眼球が動く向きを表に示す。なお解剖学における方向の表現に注意されたい。
|          | 動作   |
| -------- | ------ |
| 上直筋   | 上内側 |
| 下直筋   | 下内側 |
| 内側直筋 | 内側   |
| 外側直筋 | 外側   |
| 上斜筋   | 下外側 |
| 下斜筋   | 上外側 |

眼球の向きを変える運動（眼球運動）は、どれか1つの筋肉が単独で収縮するのではなく、ほとんどの場合は6つの協調によってなされる。6つの筋肉はいずれも眼動脈の枝で栄養される。下斜筋以外の5つは、視神経が眼窩先端部（orbital apex）に出るところを取り巻く総腱輪から起始して、6つとも眼球表面の強膜に停止する。上直筋、下直筋、内側直筋、下斜筋は動眼神経が支配する。上斜筋は滑車神経、外側直筋は外転神経が支配する。動眼神経支配の上眼瞼挙筋を外眼筋に含めることもある。
支配神経のいずれかが麻痺すると、眼球運動が障害され、複視（ものが2つに見える）などの症状が現れる。外転神経麻痺による外側直筋麻痺は頭蓋内圧亢進の症状として現れることが多い。動眼神経麻痺は内頸動脈と前交通動脈が分岐する部分の動脈瘤を強く示唆する。眼球運動障害はいずれも脳の障害、神経変性疾患、重症筋無力症などを示唆するので診断価値が大きい。また外眼筋の麻痺により眼球突出（目が飛び出る）を呈することもあり、これは頭蓋形成の先天異常、バセドウ病のほかでは内頸動脈海綿静脈洞瘻を示唆する。